# Tadaaki Matsubara
Tadaaki Matsubara (født 2. juli 1977) er en tidligere japansk fodboldspiller.
Han har spillet for flere forskellige klubber i sin karriere, herunder Shimizu S-Pulse og Tokyo Verdy.